# Sumisip
Sumisip è una municipalità di terza classe delle Filippine, situata nella Provincia di Basilan, nella Regione Autonoma nel Mindanao Musulmano.
Sumisip è formata da 41 baranggay:
- Babag (Babuan Island)
- Bacung
- Baiwas
- Balanting
- Basak
- Benembengan Lower
- Benembengan Upper
- Bohe-languyan
- Boloh-boloh
- Bukut-Umus
- Buli-buli
- Cabcaban
- Cabengbeng Lower
- Cabengbeng Upper
- Ettub-ettub
- Guiong
- Kaum-Air
- Kaumpamatsakem
- Kaumpurnah
- Lanawan
- Libug

- Limbocandis
- Lukketon
- Luuk-Bait
- Mahatalang
- Manaul
- Mangal (Pob.)
- Marang
- Mebak
- Pisak-pisak
- Sahaya Bohe Bato
- Saluping
- Sapah Bulak
- Sumisip Central
- Suligan (Babuan Island)
- Sulloh (Tapiantana)
- Tambulig Buton
- Tikus
- Tongsengal
- Tong-Umus
- Tumahubong